# Mini Moto

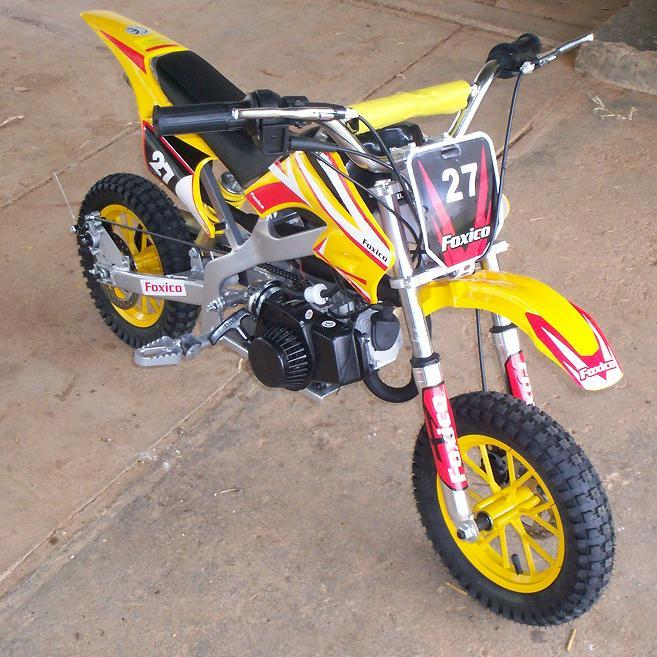
Mini Moto Cross.

Uma mini moto é uma miniatura de uma motocicleta convencional. A maioria das mini motos utilizam um motor de 2 ou 4 tempos do tipo DOHC (em língua inglesa Double Overhead Camshaft) ou Duplo Comando de Válvulas no Cabeçote (no Brasil), ou Dupla Árvore de Cames à Cabeça (em Portugal), é o nome dado em engenharia mecânica a um motor de explosão de quatro tempos que usa dois comandos de válvulas para controlar a abertura e fechamento das válvulas de admissão e de escape. Convencionalmente de 50cc.